# Comuna Căianu, Cluj
Căianu (în maghiară Magyarkályán) este o comună în județul Cluj, Transilvania, România, formată din satele Bărăi, Căianu (reședința), Căianu Mic, Căianu-Vamă, Vaida-Cămăraș și Văleni.

## Date geografice
Comuna Căianu este situată în Câmpia Fizeșului, pe râul Suatu și se întinde pe o suprafață de 55 km2, având o populație de 2.474 locuitori, dispuși în satul Căianu, reședință de comună, respectiv în satele Bărăi, Căianu Mic, Căianu-Vamă, Vaida-Cămăraș, Văleni. Se învecinează cu comunele Jucu, Bonțida, Pălatca, Mociu, Suatu, Cojocna și Apahida.
Relieful este predominant deluros, cu cele mai înalte vârfuri atinse pe Dealul Căianului (545 m) și Dealul Hinteșului (524 m).

## Demografie
Componența etnică a comunei Căianu
     Români (59,52%)
     Maghiari (30,58%)
     Romi (2,51%)
     Alte etnii (0%)
     Necunoscută (7,39%)
Componența confesională a comunei Căianu
     Ortodocși (54,5%)
     Reformați (16,57%)
     Adventiști (13,24%)
     Martori ai lui Iehova (2,69%)
     Penticostali (2,19%)
     Alte religii (2,88%)
     Necunoscută (7,94%)
Conform recensământului efectuat în 2021, populația comunei Căianu se ridică la 2.191 de locuitori, în scădere față de recensământul anterior din 2011, când fuseseră înregistrați 2.355 de locuitori. Majoritatea locuitorilor sunt români (59,52%), cu minorități de maghiari (30,58%) și romi (2,51%), iar pentru 7,39% nu se cunoaște apartenența etnică. Din punct de vedere confesional, majoritatea locuitorilor sunt ortodocși (54,5%), cu minorități de reformați (16,57%), adventiști (13,24%), martori ai lui Iehova (2,69%) și penticostali (2,19%), iar pentru 7,94% nu se cunoaște apartenența confesională.

## Politică și administrație
Comuna Căianu este administrată de un primar și un consiliu local compus din 11 consilieri. Primarul, Daniel-Mugurel Crișan[*], de la Partidul Național Liberal, este în funcție din octombrie 2020. Începând cu alegerile locale din 2024, consiliul local are următoarea componență pe partide politice:
|  | Partid                                 | Consilieri | Componența Consiliului | Componența Consiliului | Componența Consiliului | Componența Consiliului |
|  | -------------------------------------- | ---------- | ---------------------- | ---------------------- | ---------------------- | ---------------------- |
|  | Partidul Național Liberal              | 4          |                        |                        |                        |                        |
|  | Uniunea Democrată Maghiară din România | 3          |                        |                        |                        |                        |
|  | Partidul Social Democrat               | 2          |                        |                        |                        |                        |
|  | Alianța pentru Unirea Românilor        | 1          |                        |                        |                        |                        |
|  | Partidul Verde                         | 1          |                        |                        |                        |                        |

### Evoluție istorică
De-a lungul timpului populația comunei a evoluat astfel:
Căianu - evoluția demografică

|  | Graficele sunt indisponibile din cauza unor probleme tehnice. Mai multe informații se găsesc la Phabricator și la wiki-ul MediaWiki. |

Date: Recensăminte sau birourile de statistică - grafică realizată de Wikipedia

## Istoric
În arealul comunei au fost descoperite urmele unei așezări rurale romane, în care s-au găsit țigle, ceramică și un altar dedicat lui Asclepios. Monumentul se afla în vecinătatea unor resturi de construcții romane și materiale de construcție (cărămizi și țigle), precum și ceramică provincială. În punctul „Dijmași“, la 50 m de hotarul dintre Căianu și Suatu, s-a descoperit, cu ocazia unor lucrări edilitare, un monument sculptural din piatră reprezentând un altar sau o bază de statuie. Locul descoperirii se află la numai 80 m de punctul, de pe hotarul satului Suatu, unde s-a descoperit un coronament de monument funerar cu doi lei adosați și un sfinx între ei. Descoperirile dispersate pe teritoriul celor două sate aparțin neîndoielnic unei importante așezări rurale. În punctul „La Feredeu“, aflat la sud de sat, s-a descoperit, în anul 1878, un altar din piatră, închinat lui Aesculapius. Ansamblul descoperirilor din acest punct ar putea indica existența unei villa rustica . Prima menționare documentară a satului Căianu este din 1326, sub numele villa Kalyán. Ulterior localitatea apare menționată ca utraque Kályán în 1457 și Magiar Kályán (1652).
Sat cu populație majoritar maghiară, din secolul al XV-lea cu populația mixtă (maghiară și română). Partea românească a satului devastată complet în secolul al XVII-lea. Populația maghiară și-a schimbat de mai multe ori confesiunea: inițial romano-catolică, după Reforma Protestantă din secolul al XVI-lea unitariană, apoi (după 1600) reformată-calvină.

## Lăcașuri de cult
- Biserica Reformată-Calvină din secolul al XVII-lea din satul Vaida-Cămăraș.
- Biserica de lemn din Căianu cu hramul "Sf. Arhangheli Mihail și Gavriil" (1750).
- Biserica Adventistă de Ziua a Șaptea din satul Vaida-Cămăraș.

## Obiectiv memorial
Groapa comună a eroilor români din cel De-al Doilea Război Mondial, construită în anul 1944, este amplasată în cadrul cimitirului din localitate și are o suprafață de 6 mp. Aici sunt înhumați 10 eroi dintre care 7 cunoscuți și 3 necunoscuți.

## Imagini

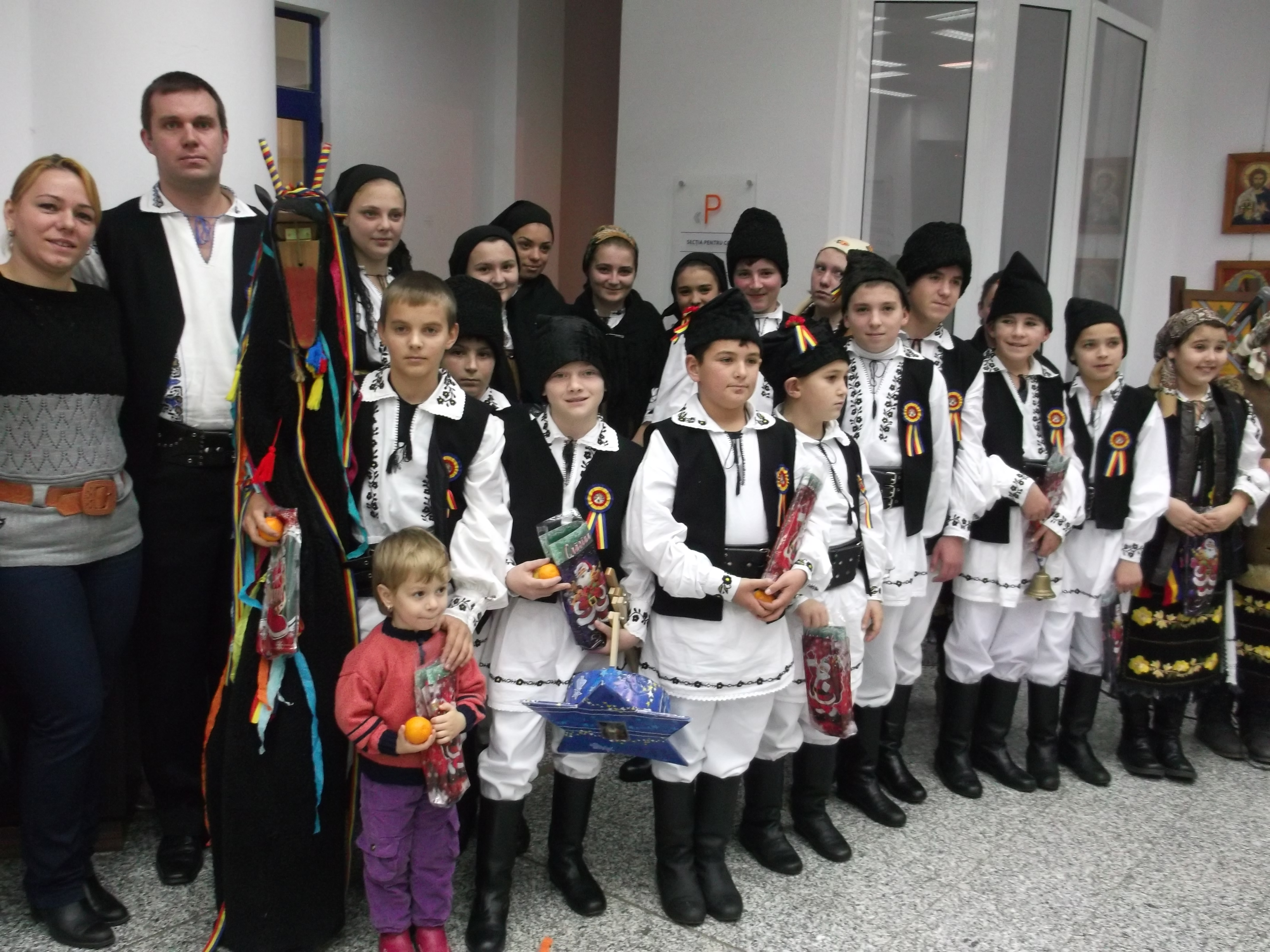
Elevi de la Scoala generala din Caianu, Cluj
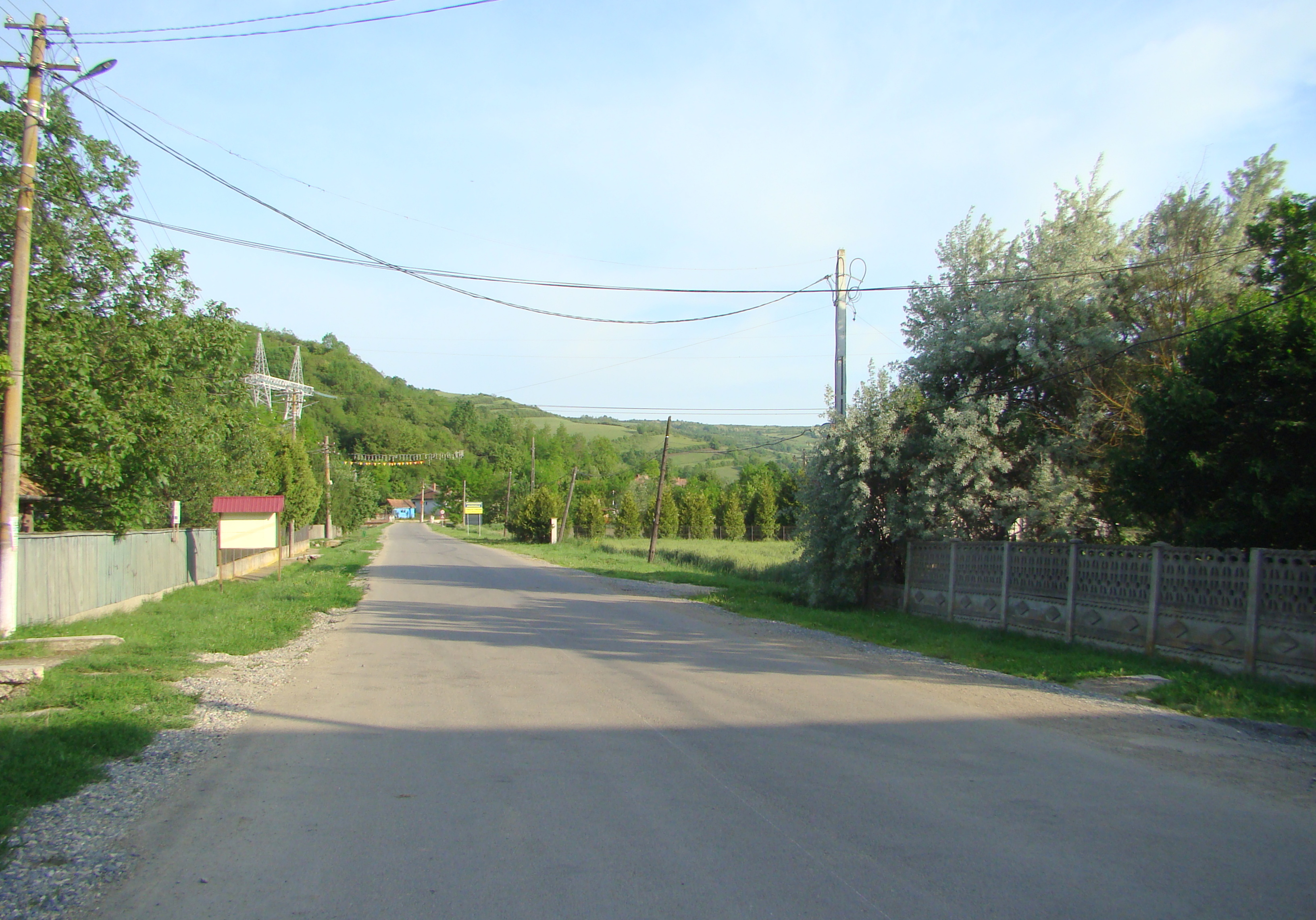
Căianu
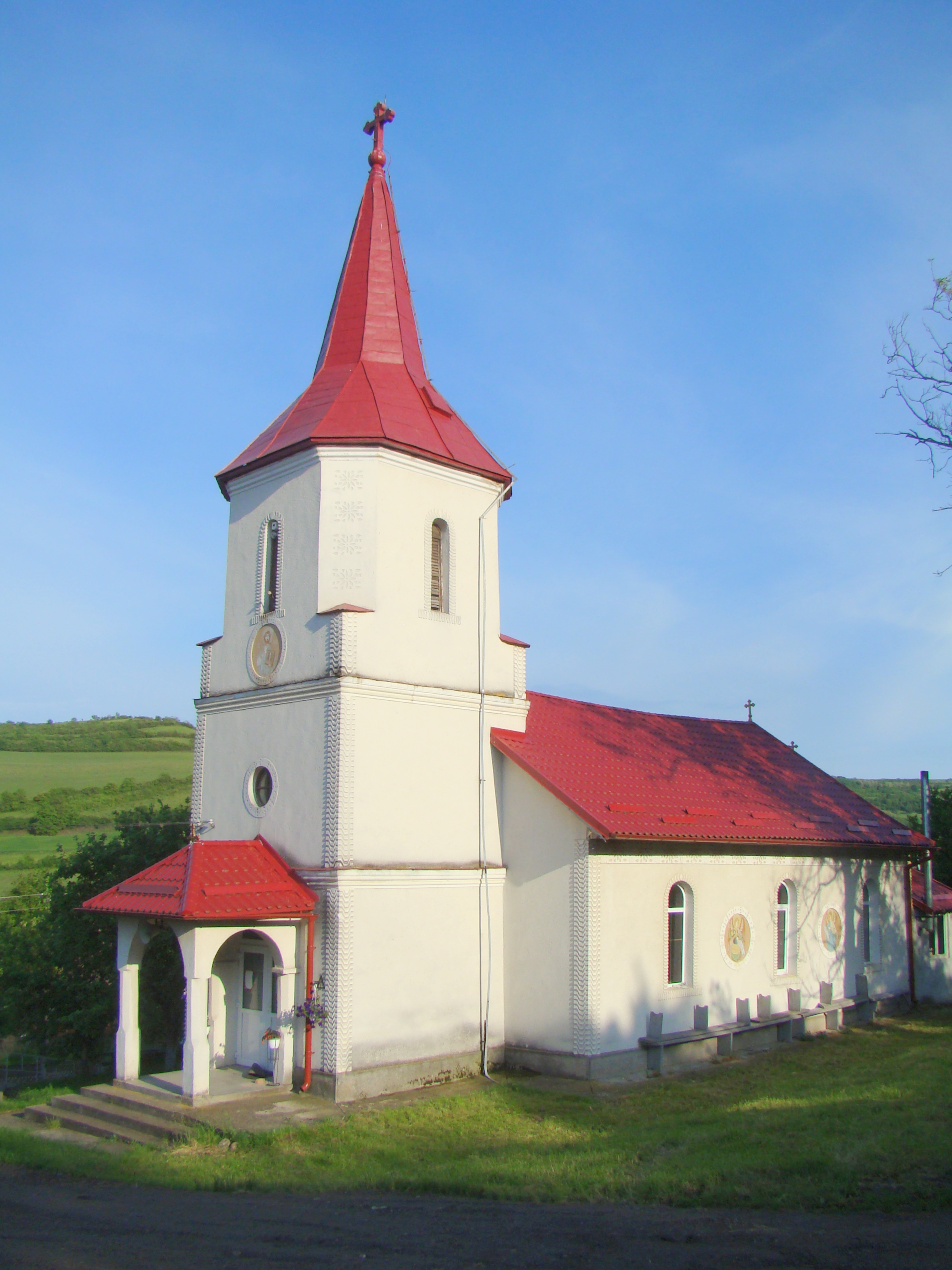
Biserica ortodoxă
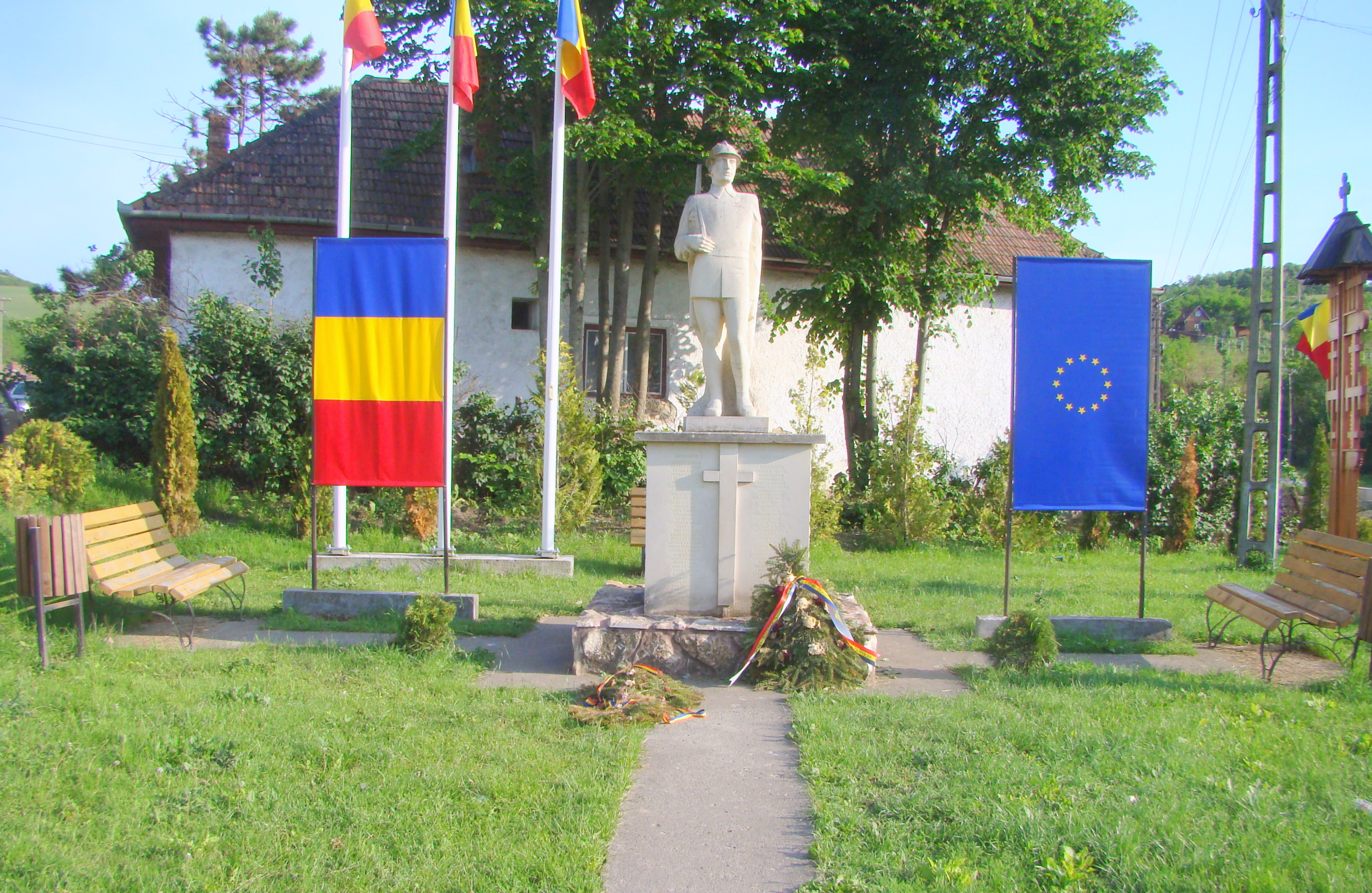
Monumentul eroilor
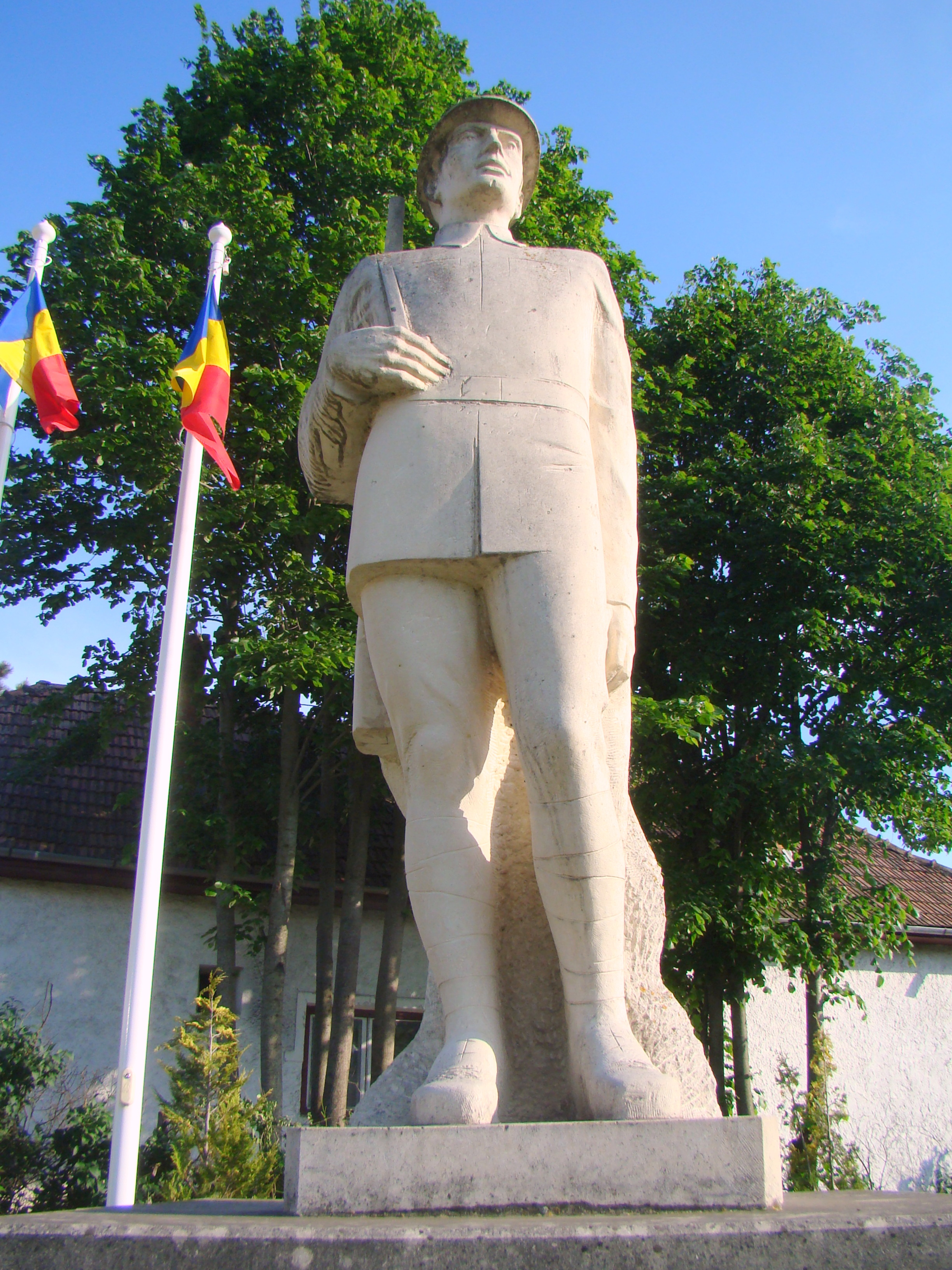
Monumentul eroilor (detaliu)
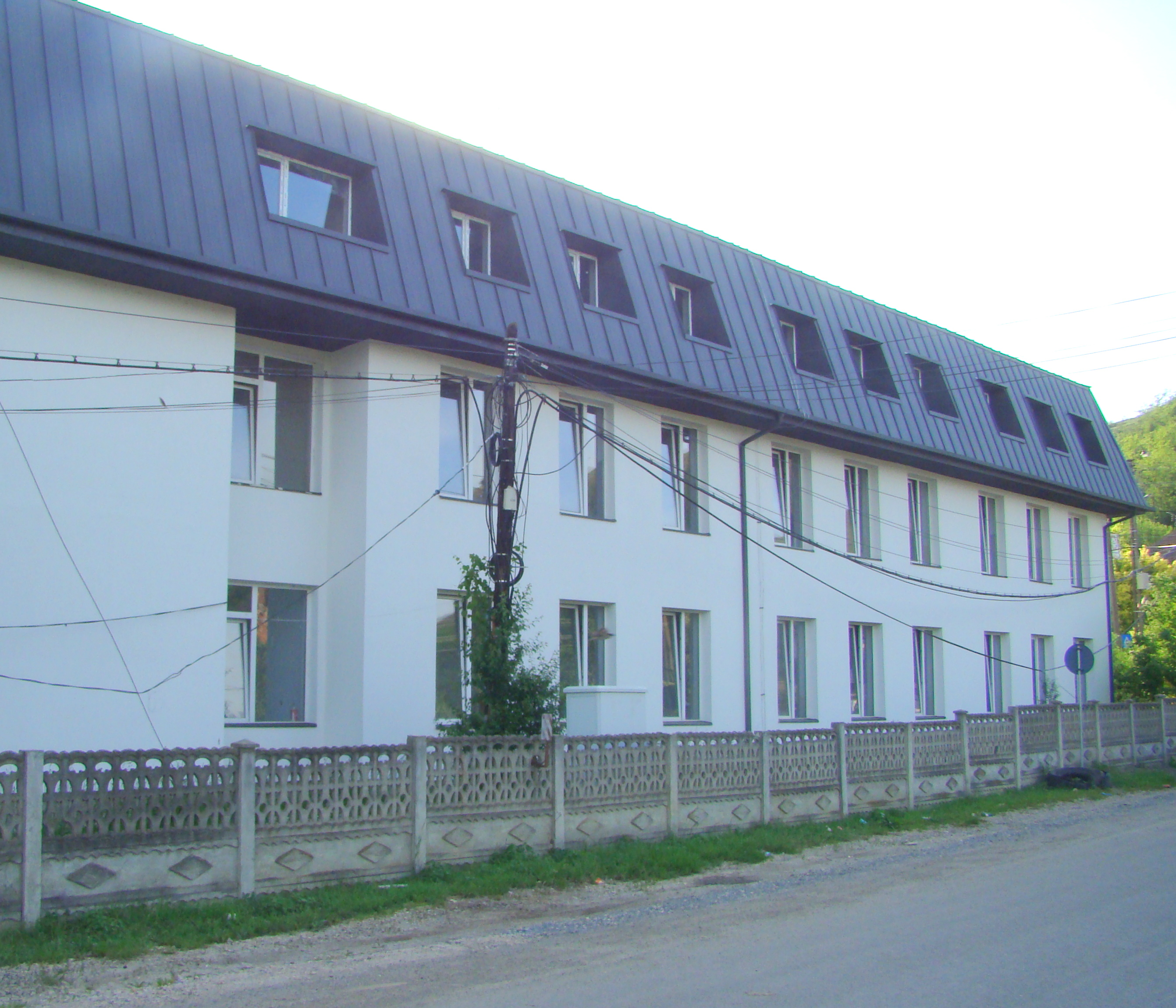
Școala
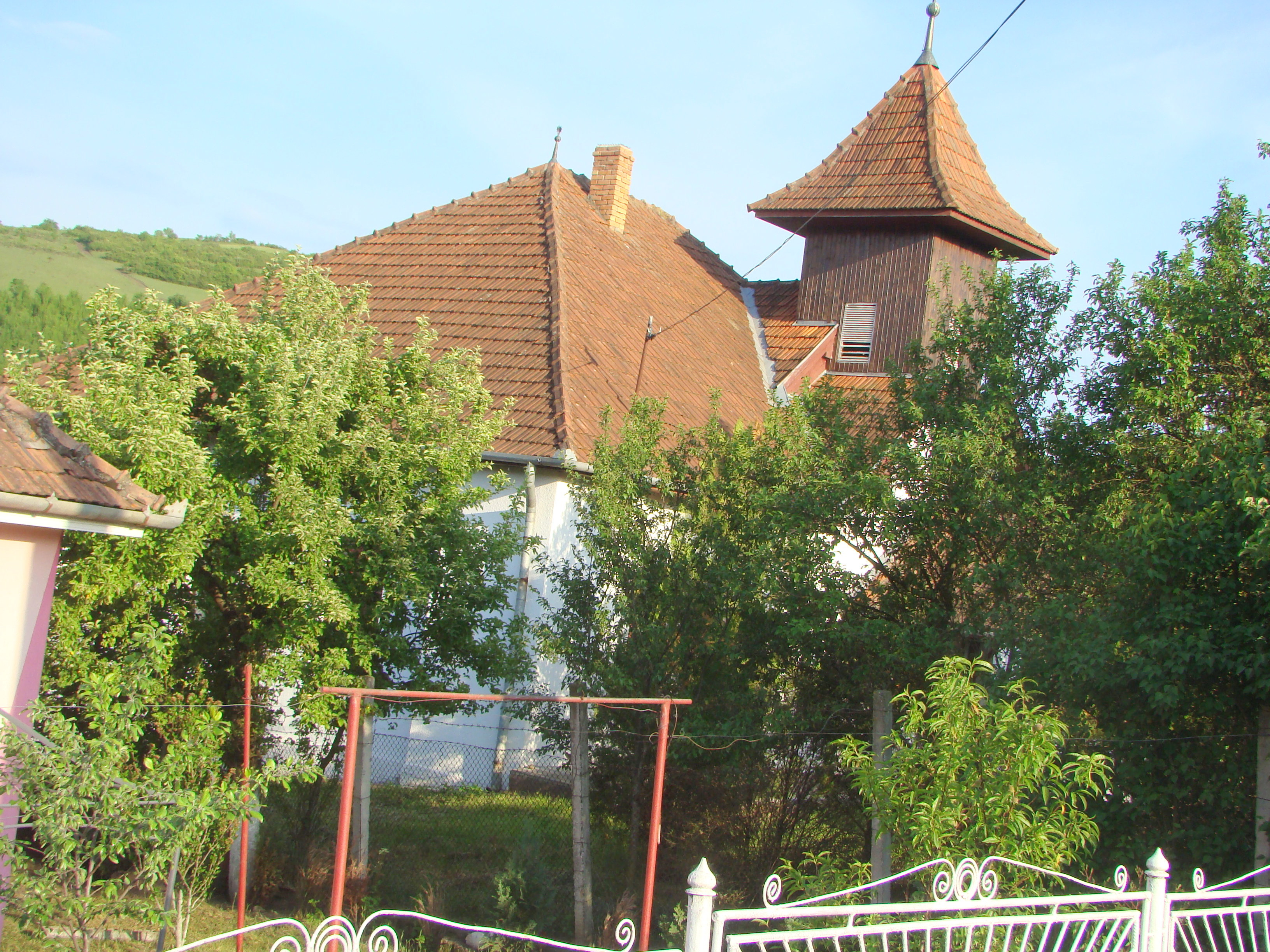
Biserica reformată
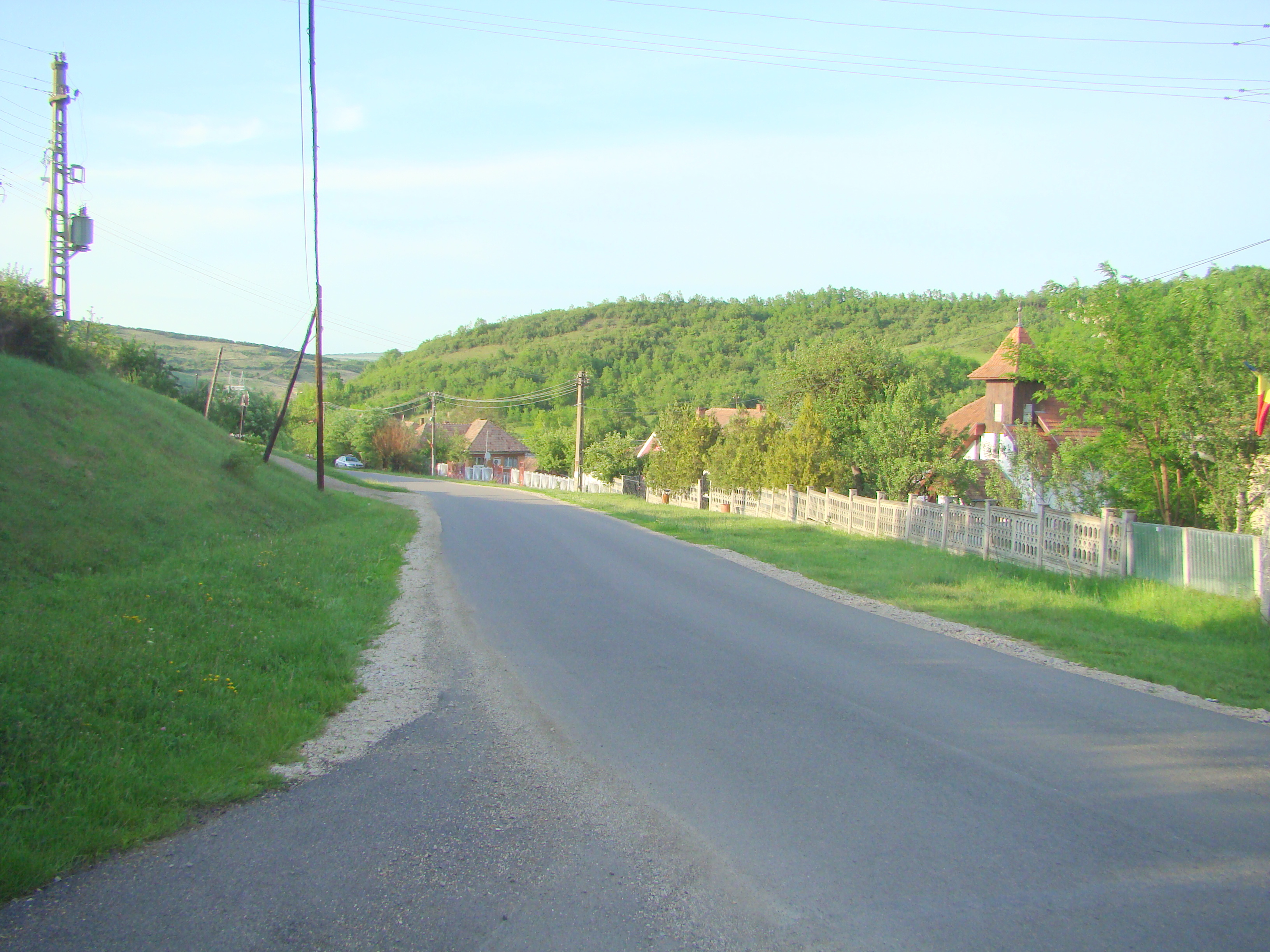
Căianu
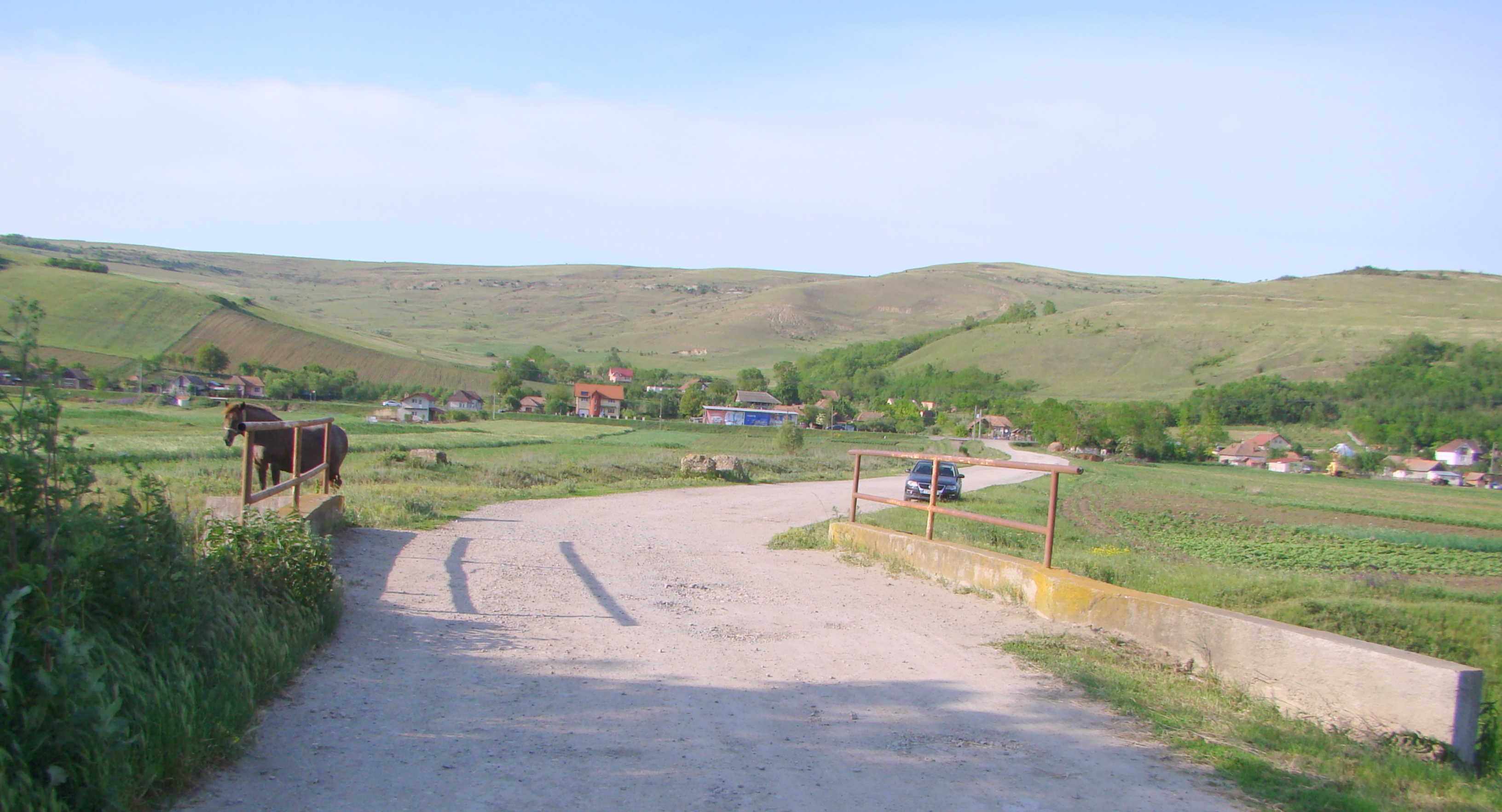
Văleni
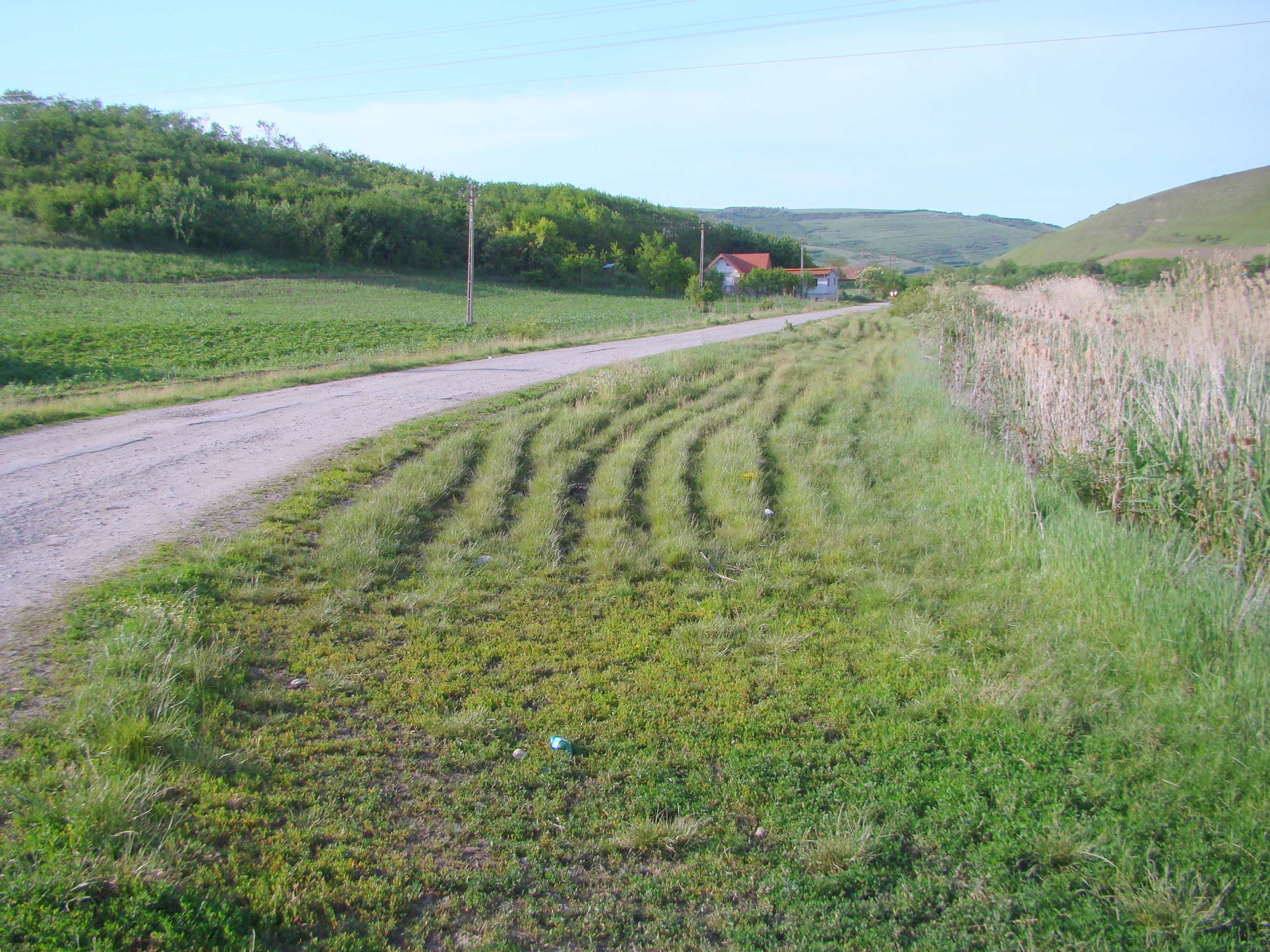
Văleni
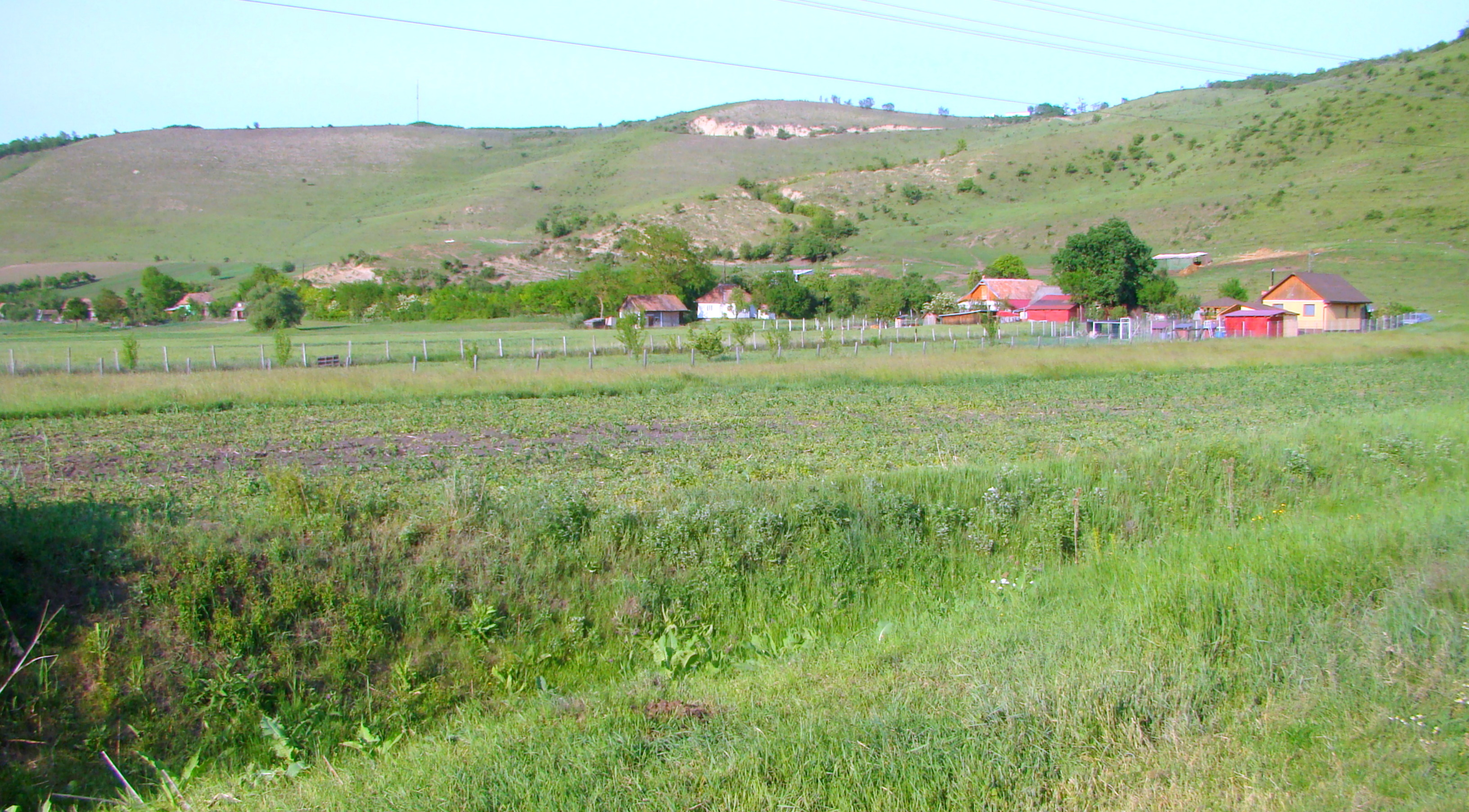
Văleni
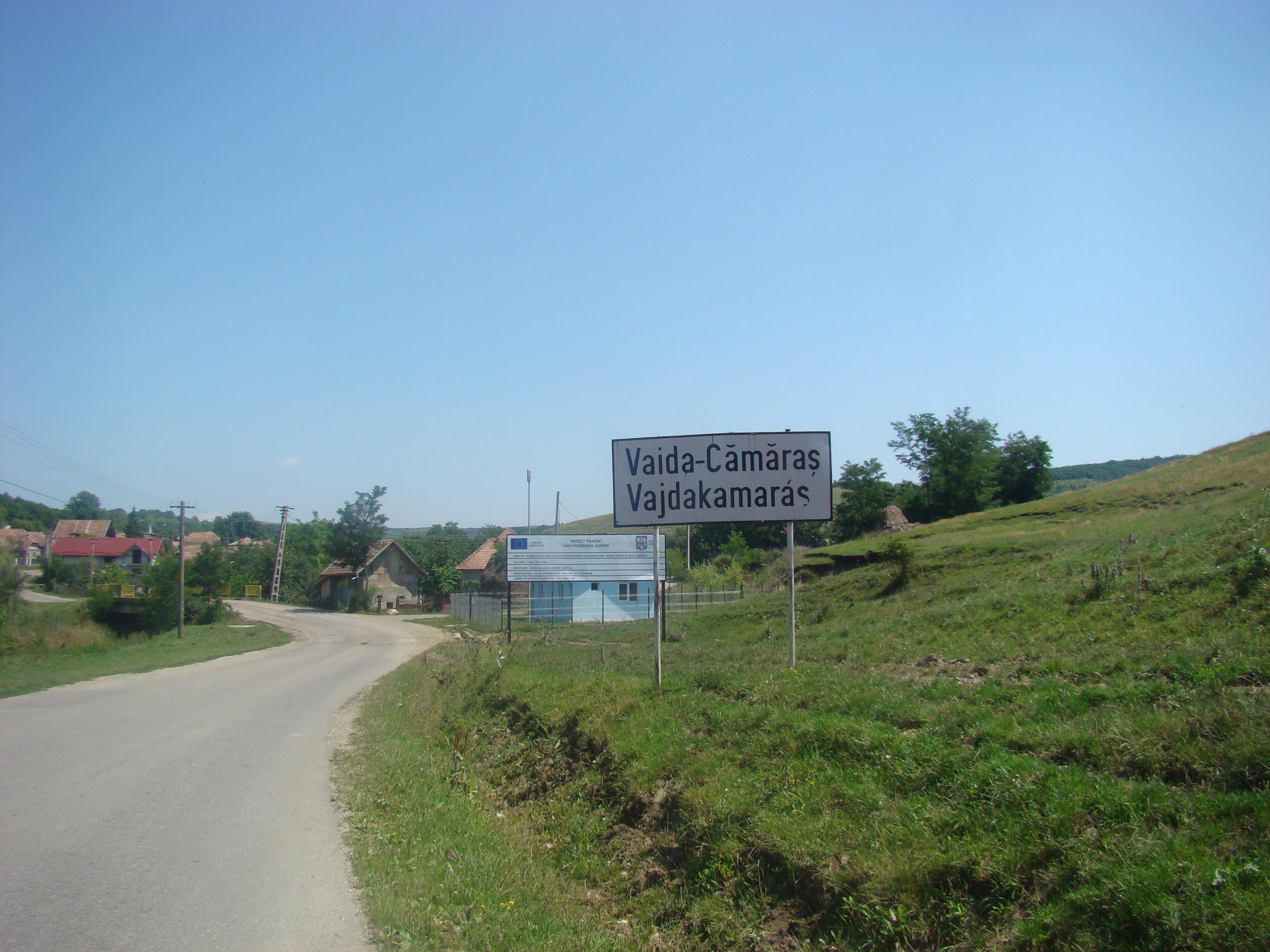
Vaida-Cămăraș
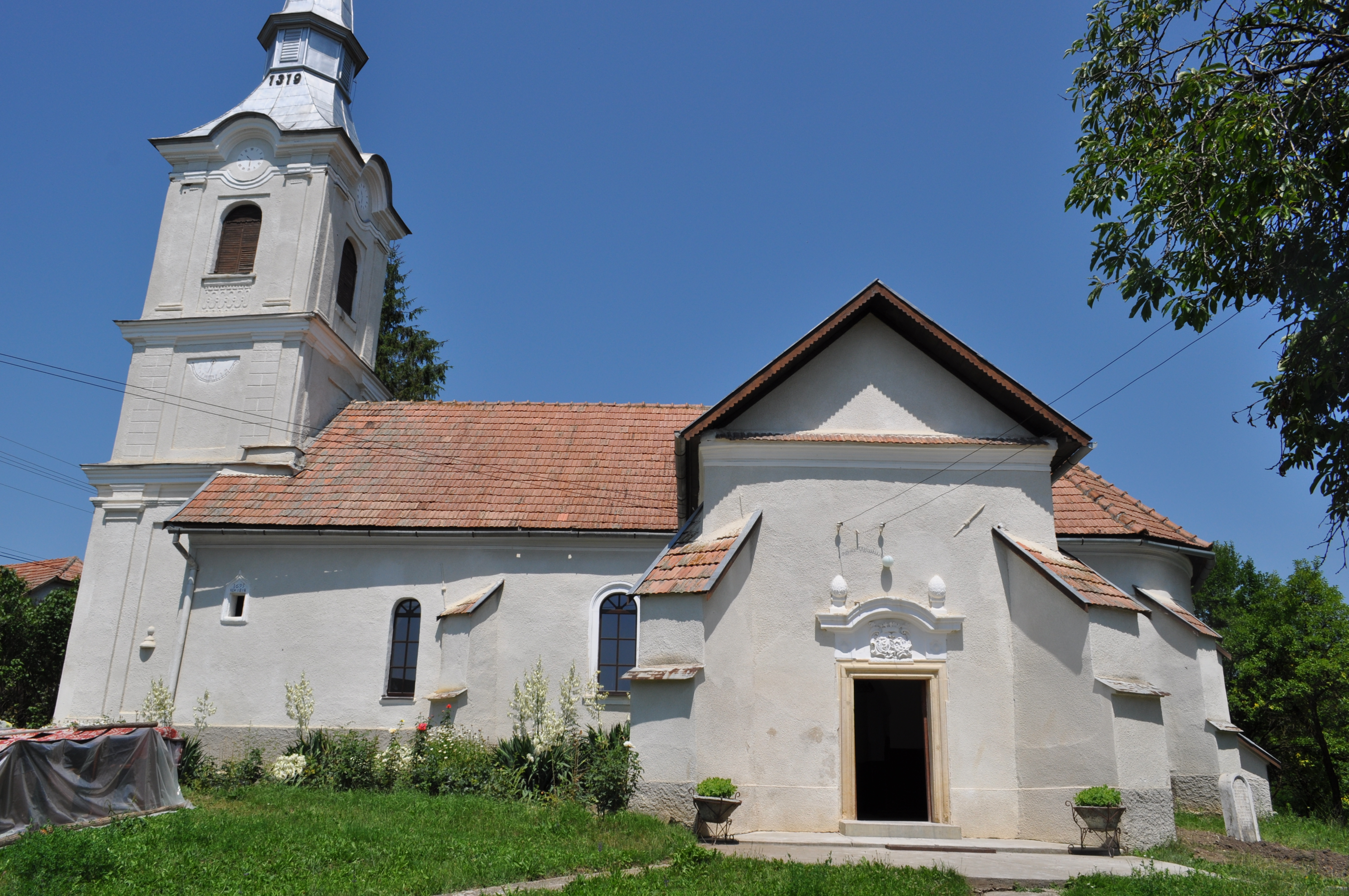
Biserica reformată din Vaida-Cămăraș
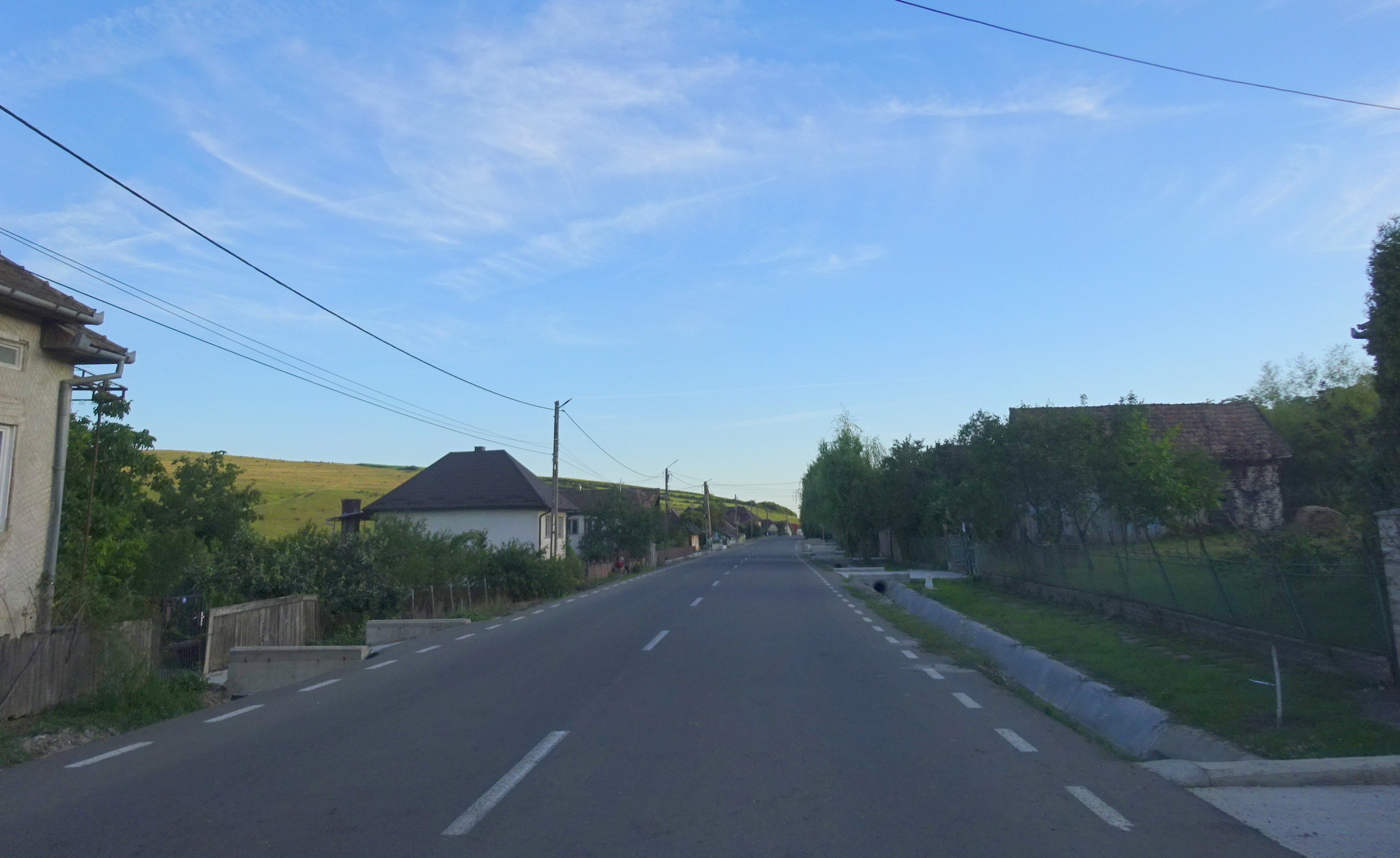
Vaida-Cămăraș
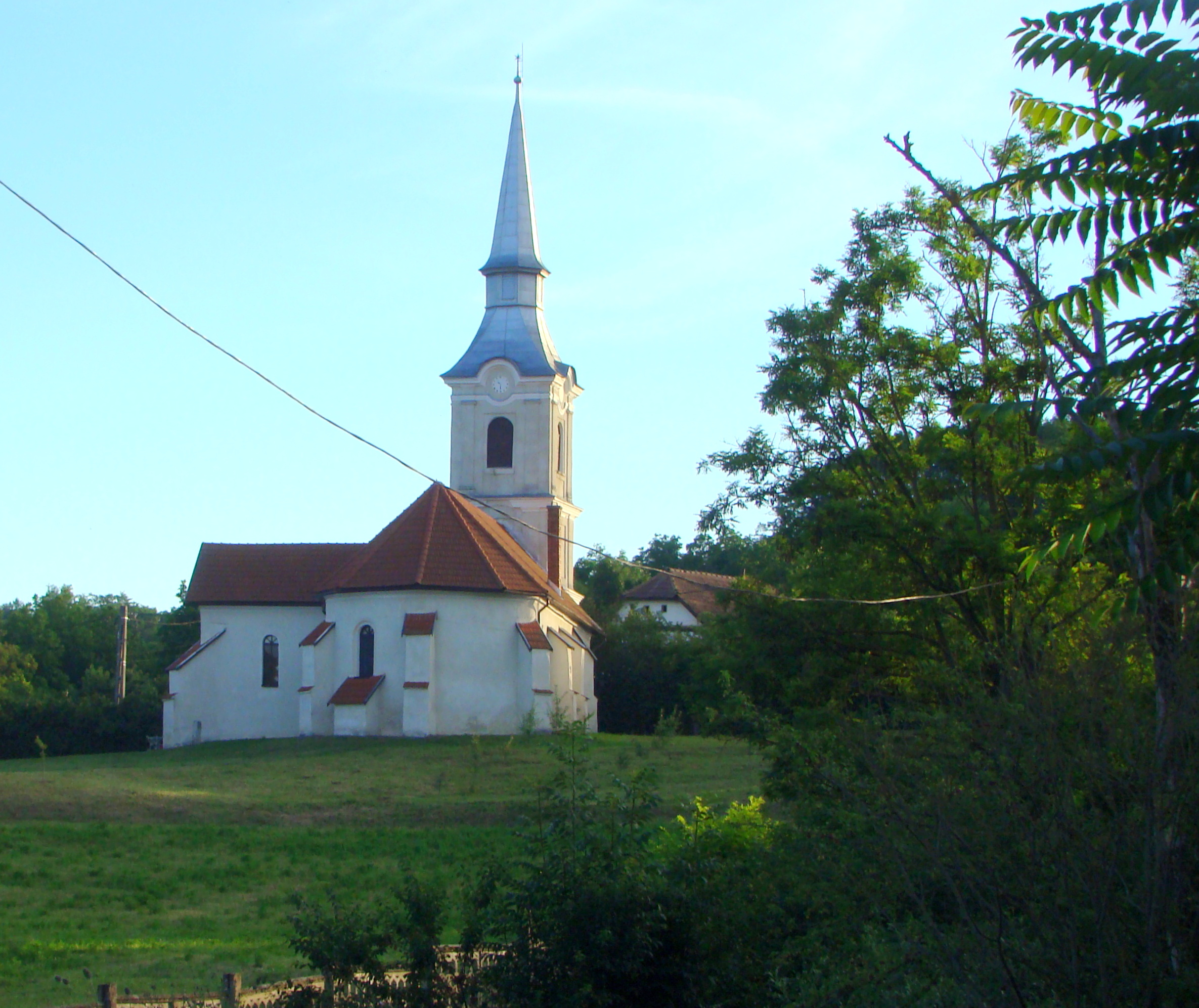
Biserica reformată din Vaida-Cămăraș
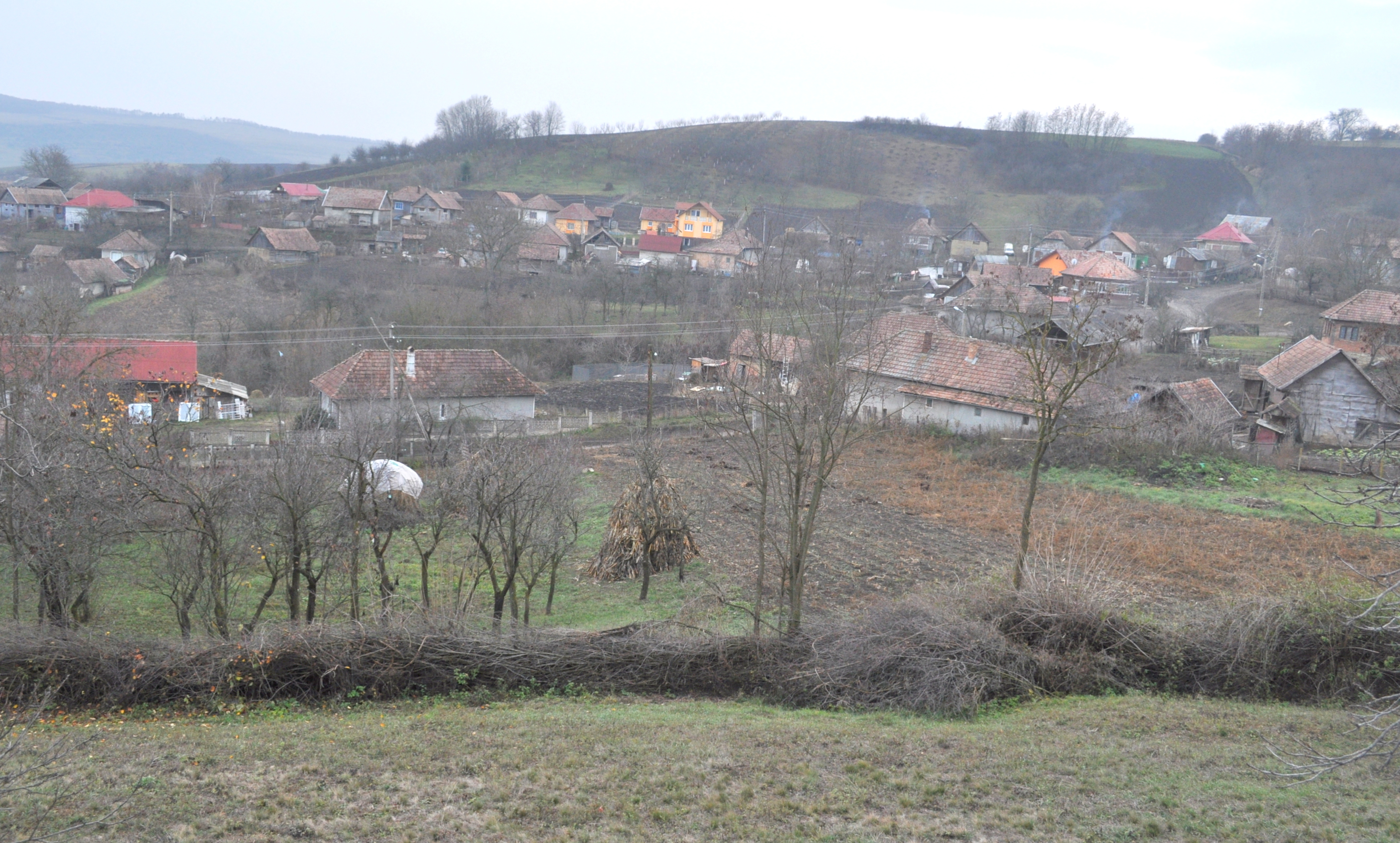
Bărăi
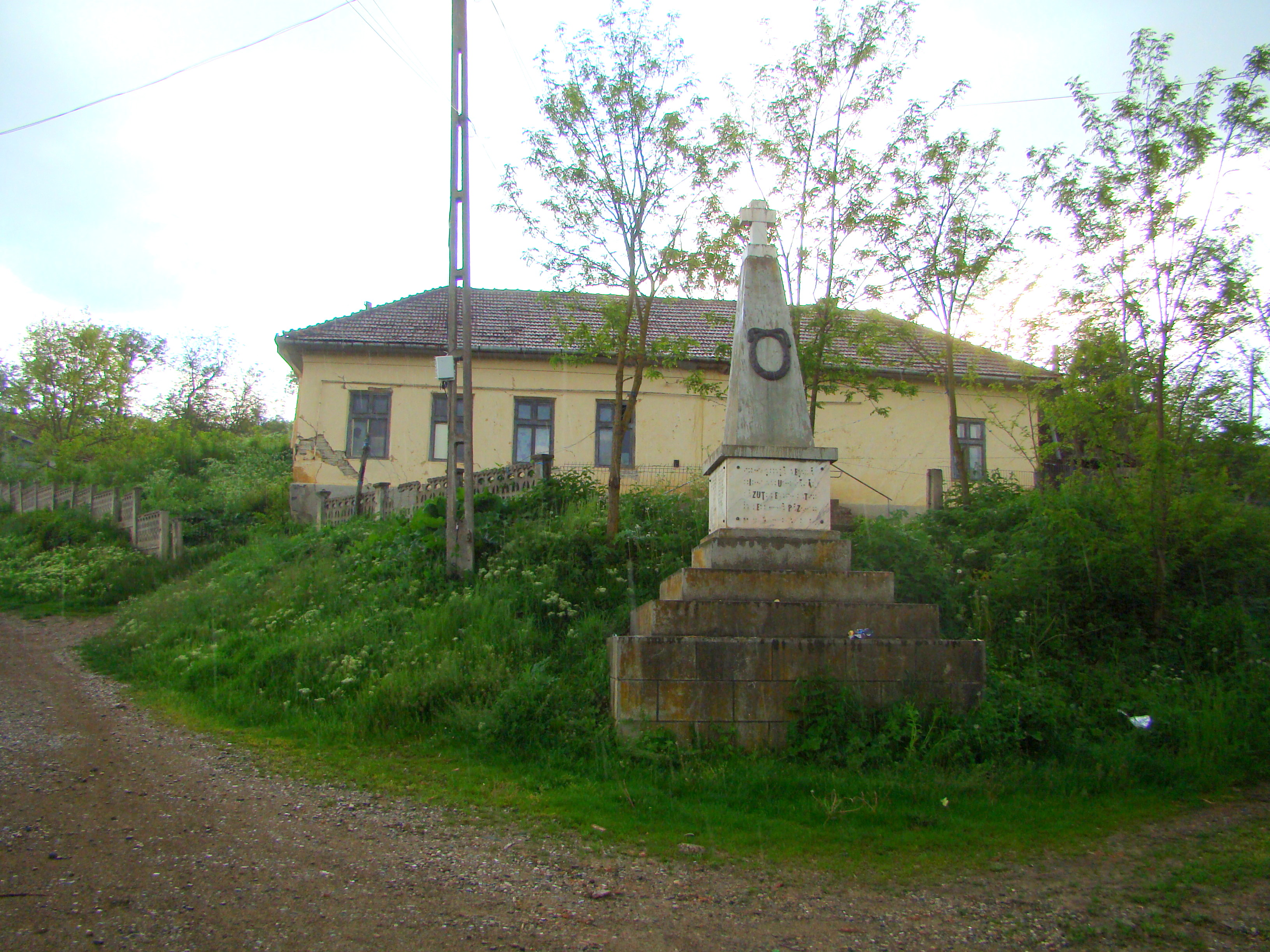
Monumentul eroilor din Bărăi
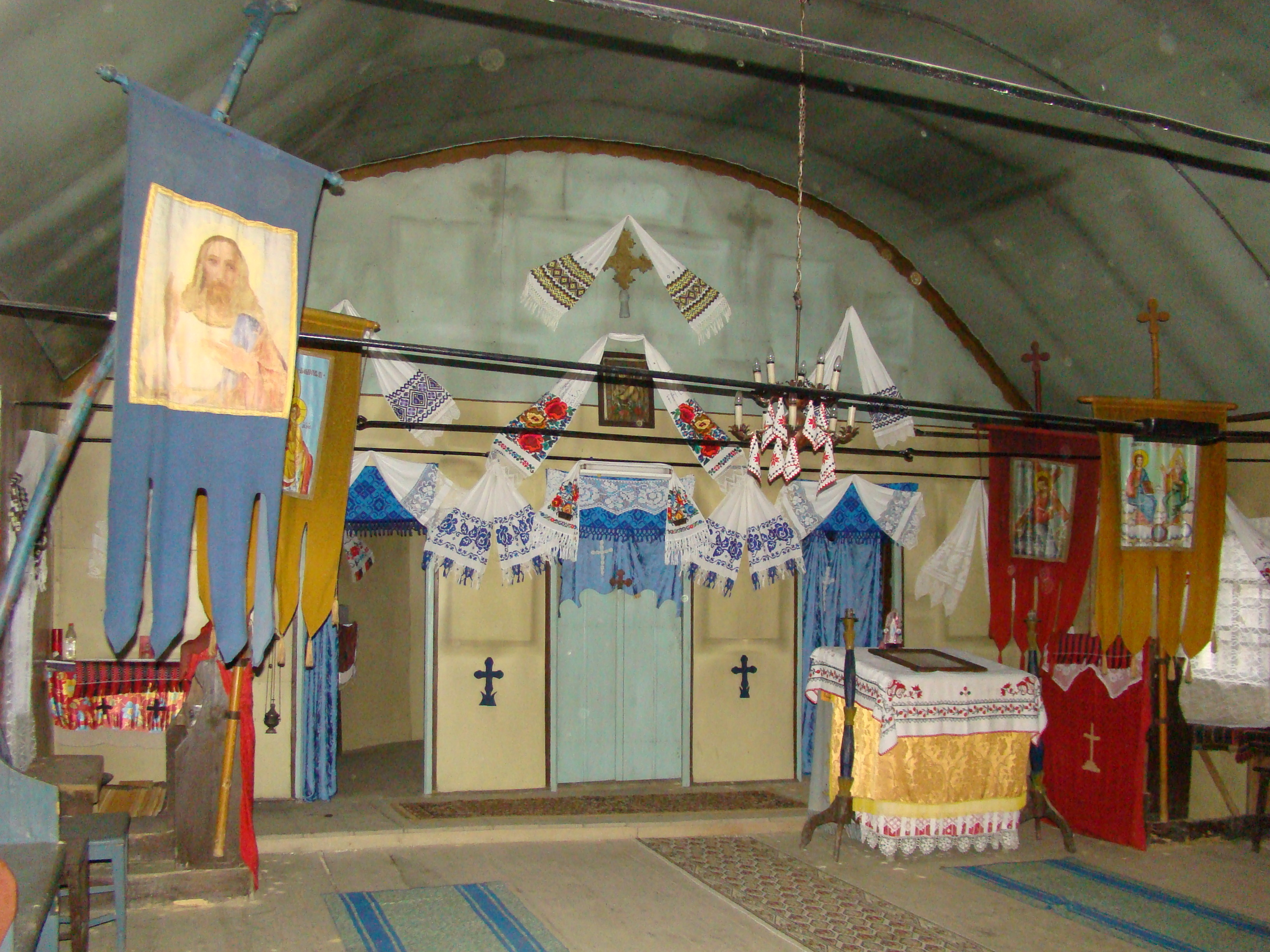
Biserica de lemn din Bărăi
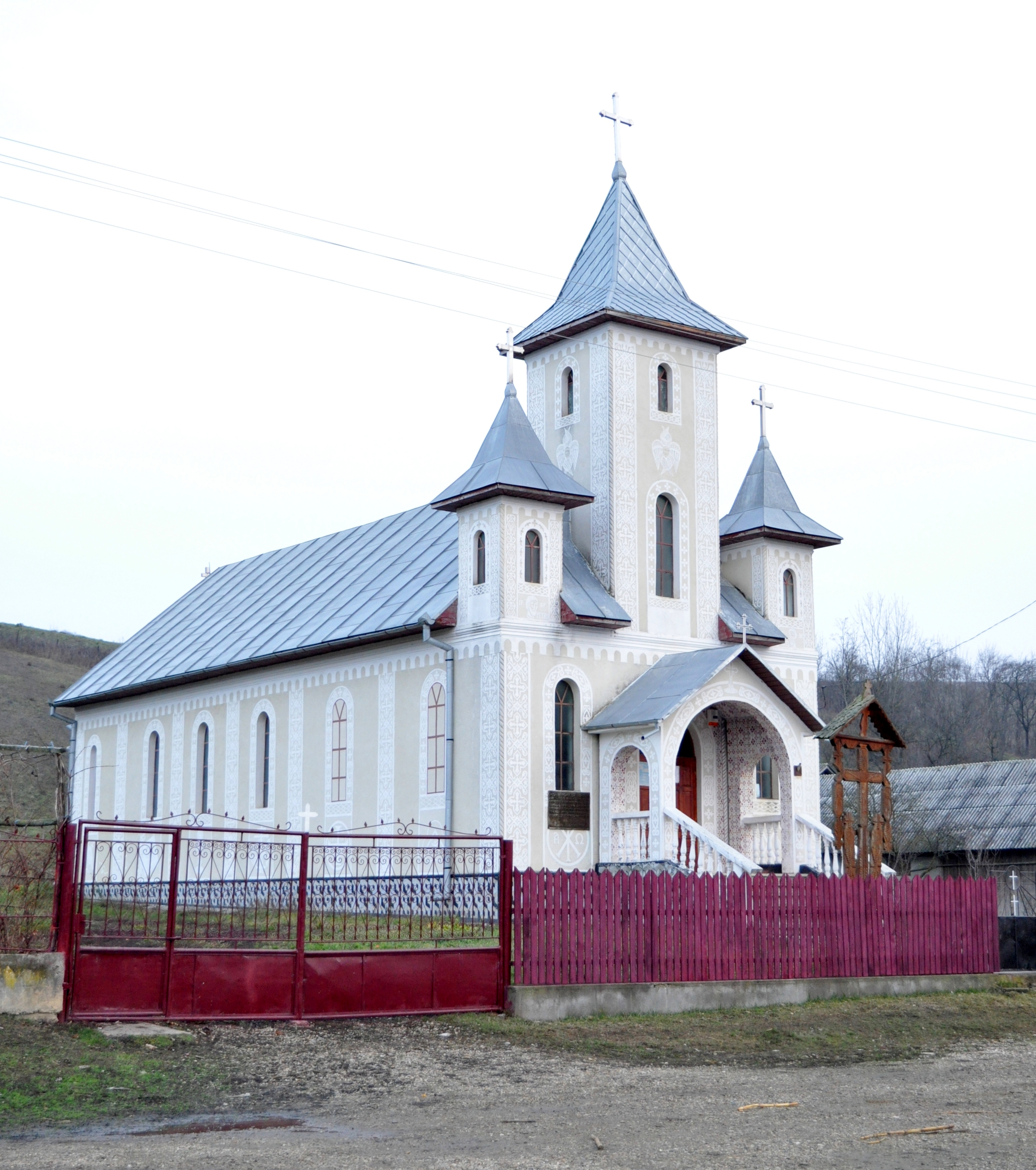
Biserica ortodoxă de zid „Sfinții Apostoli Petru și Pavel"
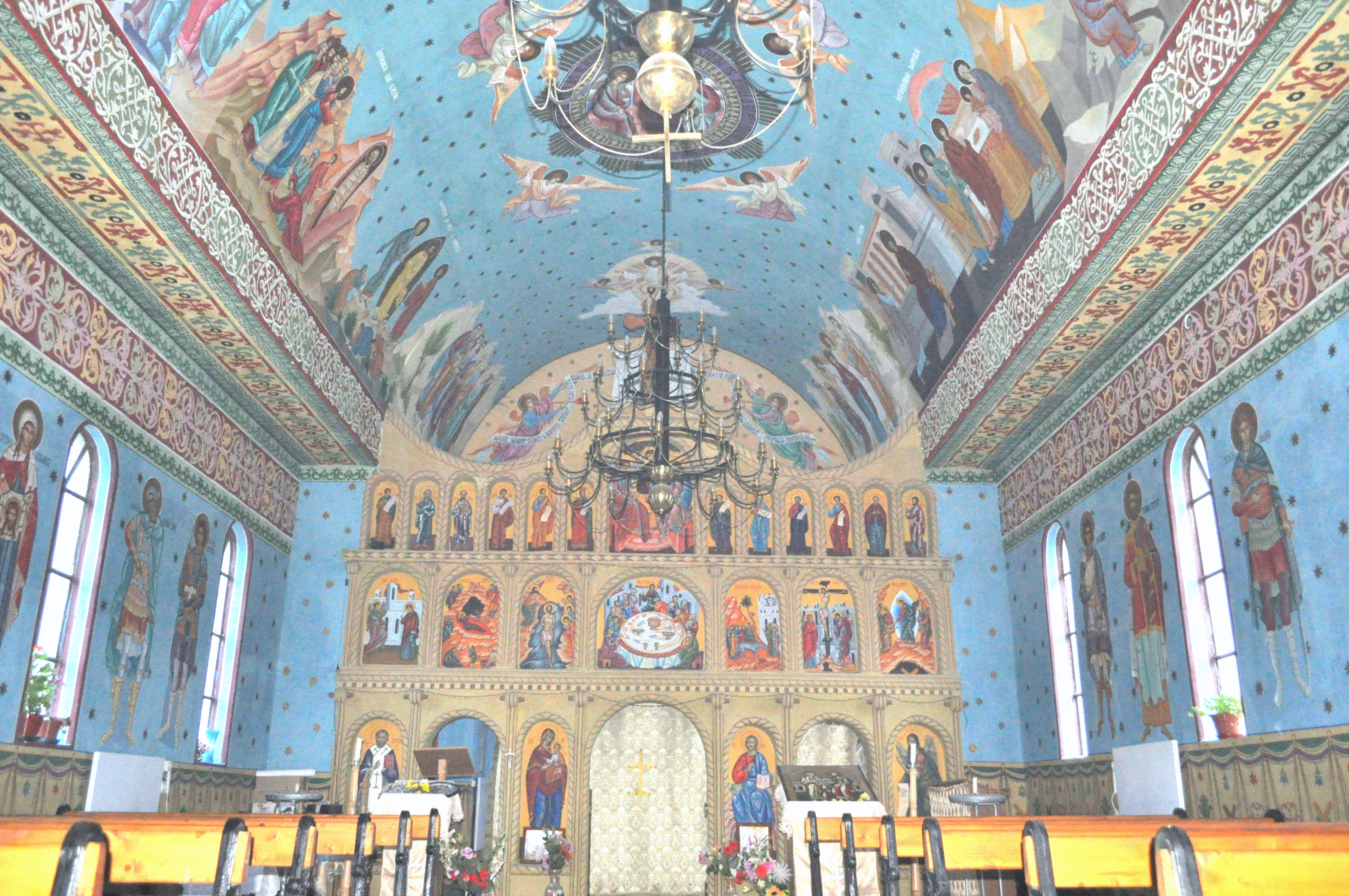
Biserica de zid „Sfinții Apostoli Petru și Pavel" (interior)
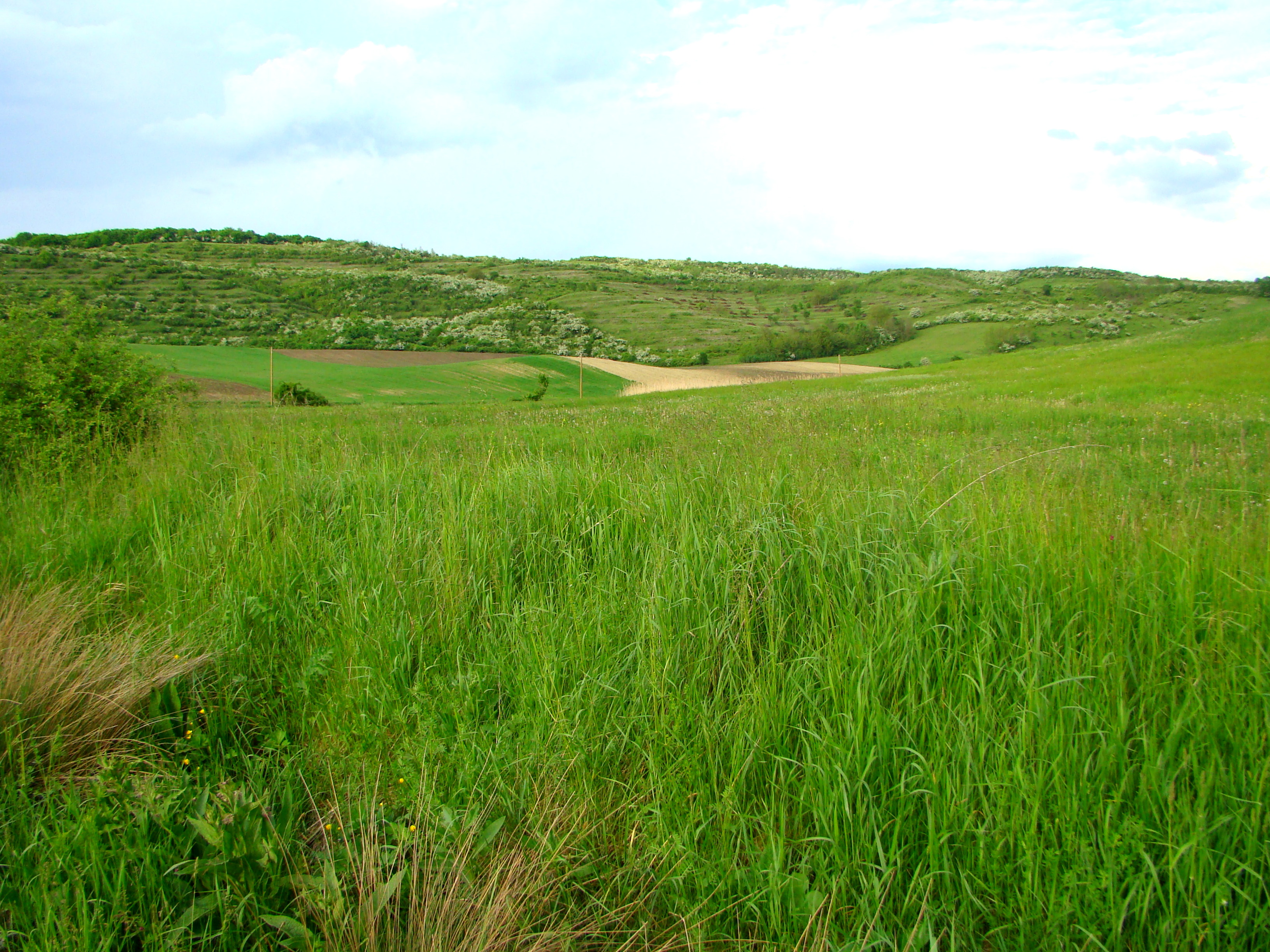
Bărăi